# Estación de La Plana-Picamoixons
Plana-Picamoixons es una estación ferroviaria situada en el municipio español de Valls, en la provincia de Tarragona, comunidad autónoma de Cataluña. Cuenta con servicios de media distancia.

## Situación ferroviaria
Es una estación de bifurcación a 228 metros de altitud, donde confluyen dos trazados ferroviarios:
- Por un lado, la línea 200 de Adif que une Madrid con Barcelona, pk 68,6.[3] Dicho kilometraje sufre varios reinicios a lo largo de su recorrido, en Zaragoza, Lérida y la propia Plana-Picamoixons. Ello se debe a que la línea Madrid-Barcelona se construye sobre la base de la unión de varios trazados antiguos.
- Por otro lado, la línea 230 de Adif entre Plana-Picamoixons y Reus.[3] Esta línea sirve esencialmente para unir el trazado anterior a la línea 210 que enlaza Zaragoza-Miraflores con Tarragona. En dirección a Reus se sitúa el puente de metálico de Roixel o Roixeles sobre el río Francolí de 135 metros de longitud dividido en tres tramos y de una altura de 35 metros.[4]

## Historia

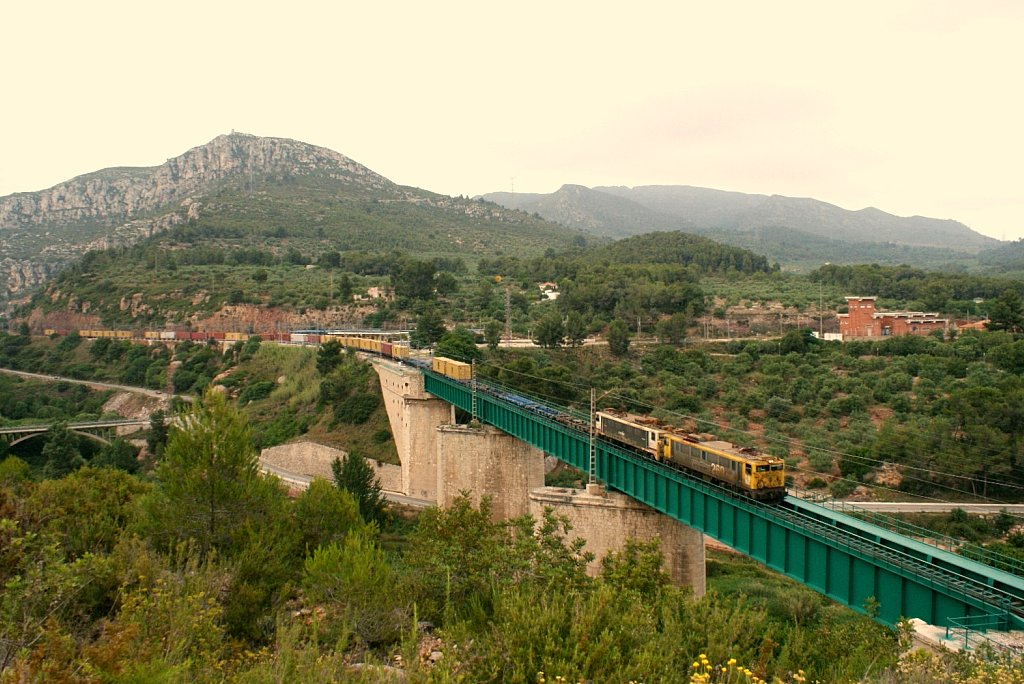
Tren de mercancías cruzando el puente de Roixel en el punto kilométrico 63,7. En dicho puente la velocidad está limitada a 70 kmh

Con el ferrocarril dando sus primeros pasos en España, en 1856, Tarragona y Reus fueron rápidamente unidas gracias a ese novedoso medio de transporte que se veía muy útil para la economía local. Sobre esa base se crearon dos compañías: la Compañía del Ferrocarril de Montblanch a Reus y la Compañía del Ferrocarril de Montblanch a Lérida, con un mismo objetivo, alcanzar Lérida. Ambas no tardaron en fusionarse en la Compañía del Ferrocarril de Lérida a Reus y Tarragona. Dicha compañía no completó la línea hasta la apertura del tramo entre Juneda y Lérida en mayo de 1879, aunque la estación de La Plana-Picamoixons se puso en funcionamiento mucho antes, en mayo de 1863 tras finalizar el tramo Montblanch-Reus. La precaria situación económica de la titular de la concesión facultó que la poderosa Norte se hiciera con ella en 1884.
Un año antes, en 1883, y esta vez desde Valls un nuevo trazado ferroviario se unió al anterior. Las obras corrieron a cargo de la Compañía de los Ferrocarriles Directos de Madrid y Zaragoza a Barcelona, o Compañía de los Directos. La misma nació de la refundación de la Compañía del Ferrocarril de Valls a Vilanova y Barcelona que pretendía con ese cambio de nombre alcanzar unos objetivos mucho más ambiciosos a los inicialmente planeados. Sin embargo, estos se tornaron excesivos. Tanto es así, que en 1886 fue absorbida por la Compañía de los ferrocarriles de Tarragona a Barcelona y Francia o TBF aunque está a su vez acabó en manos de la gran rival de Norte, MZA, en 1898. Se cerraba así un ciclo de compras y fusiones tan habituales en una época de gran inestabilidad económica y de fiebre por el ferrocarril. 
Ambas empresas mantuvieron la gestión de sus respectivas líneas y estaciones hasta que en 1941 se produjo la nacionalización del ferrocarril en España y todas las compañías existentes pasaron a integrarse en la recién creada RENFE. 
Desde el 31 de diciembre de 2004 Renfe Operadora explota la línea mientras que Adif es la titular de las instalaciones ferroviarias.

## La estación
Se encuentra al oeste de la localidad de Picamoixons y al norte de La Plana. Fruto de su situación en la red ferroviaria el edificio para viajeros está ubicado en una isleta en el corazón de la "Y" que forma la unión de las dos líneas que confluyen en la estación. Es una construcción funcional y moderna, de planta baja, tejado de una vertiente y vanos adintelados. Está flanqueada por dos vías a su izquierda y otras vías a su derecha con sendos andenes laterales en cada extremo dando lugar al siguiente esquema: a-v-v-a-v-v-a. Ya en dirección a Lérida las cuatro vías se convierten en tres. Todos los andenes están cubiertos parcialmente por marquesinas metálicas.
En el exterior existe una zona de aparcamiento y una subestación eléctrica, sentido Valls. 

## Servicios ferroviarios

### Media Distancia
Los servicios de Media Distancia que ofrece Renfe tienen como principales destinos Barcelona, Tarragona y Lérida. 
| Línea MD | Trenes                   | Origen/Destino                       |  | Destino/Origen                                       | Equivalente Rodalies de Catalunya |
| -------- | ------------------------ | ------------------------------------ |  | ---------------------------------------------------- | --------------------------------- |
| 35       | Regional Regional Exprés | Lérida Pirineos La Plana-Picamoixons |  | Barcelona-Estación de Francia San Vicente de Calders |                                   |
| 35       | Regional                 | La Plana-Picamoixons                 |  | Tarragona                                            |                                   |